# Karl Franz
Karl Franz (Fürth, 26 april 1892 – 4 september 1914) was een Duits voetballer.

## Carrière
Franz begon in 1910 op 18-jarige leeftijd bij SpVgg Fürth. Van 1912 tot 1914 won hij telkens het regionaal kampioenschap, maar pas in 1914 konden ze ook kampioen van Zuid-Duitsland worden. Hierdoor kwalificeerden ze zich voor de nationale eindronde. In de eerste ronde trof de club SpVgg 1899 Leipzig-Lindenau. Nadat het 1-1 stond maakte Franz in de 83ste minuut de winnende treffer. In de halve finale stond Berliner BC al na tien minuten met een man minder op het veld, maar kwam tot 0-2 voor. Dankzij twee doelpunten van de Hongaar Frigyes Weicz werd het 2-2 waardoor er verlengingen kwamen. In de 103de minuut zette Franz Fürth op voorsprong maar Berlin kwam nog langszij waardoor er nog verder gespeeld werd tot Franz in de 146ste minuut nogmaals scoorde.
In de finale troffen ze VfB Leipzig, dat al voor de zesde keer de finale speelden. Voor 6.000 toeschouwers in Maagdenburg opende Franz de score in de zeventiende minuut. Pas in de 83ste minuut maakte Pendorf de gelijkmaker waardoor er opnieuw verlengingen kwamen. Beide clubs scoorden in deze verlenging zodat er opnieuw verder gespeeld werd tot een van beide teams scoorde. Opnieuw was het Franz die raak trof en in de 153ste minuut scoorde, zeven minuten later floot de scheidsrechter af waardoor Fürth kampioen werd.
Enkele maanden later brak de Eerste Wereldoorlog uit en Franz ging het leger in. Nadat hij verwond geraakte in Hoéville (Frankrijk) overleed hij twee dagen later op amper 22-jarige leeftijd.